# Лянь Чжань
Лянь Чжань (кит.: 連戰; піньїнь: Lián Zhàn; нар. 27 серпня 1936) — китайський політик, голова Виконавчого Юаня Республіки Китай в 1993—1997 роках.

## Кар'єра
1957 року здобув ступінь бакалавра політології, а 1961 — магістра міжнародного права й дипломатії в Національному університеті. 1965 року в Чиказькому університеті здобув ступінь доктора філософії в галузі політології.
Від 1975 до 1976 року був послом Республіки Китай у Сальвадорі. В 1981—1987 роках обіймав посаду міністра комунікацій і транспорту, після чого впродовж року був віце-прем'єром. Від 1988 до 1990 року очолював міністерство закордонних справ.
В 1990—1993 роках займав пост губернатора провінції Тайвань, після чого (до 1997) очолював уряд держави.
Від 2000 до 2005 року був головою Гоміндану.